# Flavia Rigamonti
Flavia Rigamonti (Suiza, 1 de julio de 1981) es una nadadora suiza especializada en pruebas de estilo libre larga distancia, donde consiguió ser subcampeona mundial en 2007 en los 1500 metros.

## Carrera deportiva
En el Campeonato Mundial de Natación de 2007 celebrado en Melbourne ganó la medalla de plata en los 1500 metros estilo libre, con un tiempo de 15:55.38 segundos que fue récord de Europa, tras la estadounidense Kate Ziegler  (oro con 15:53.05 segundos) y por delante de la japonesa Ai Shibata  (bronce con 15:58.55 segundos). 